# Slaget vid Tarbisu
Efter Assurbanipals död kring genomled det assyriska imperiet flera inbördeskrig under kung Sin-shar-ishkun och sedan hans efterträdare Assur-etil-ilani. 626 f.Kr, tog en assyrisk general vid namn Nabopolassar makten i Babylon som blev till en självständig stad för första gången på över 100 år. Efter några år av krig hade  Nabopolassar lyckats driva ut assyrierna ur hela det forna Babylonien och han inledde ett antal anfall mot det assyriska kärnlandet. Anfallen gick till en början bra men efter ett misslyckat försök att inta Assur tvingades Nabopolassar tillbaka och ett stillestånd mellan Assyrien och Babylonien uppstod. 
Situationen ändrades dock helt 615 f.Kr. när Medien under kung Kyaxares anföll Assyrien. Medierna erövrade Arrapha och utförde även anfall mot Nineve och Kalhu, båda anfallen misslyckades dock. Efter de misslyckade anfallen inriktade sig den mediska armén på staden Tarbisu som intogs. Efter Tarbisu drog medierna vidare till Assur som också föll.